# سباحة صوتية
سباحة صوتية أحد السبل لتعليق مادة في وسط بواسطة ضغط الإشعاع الصوتي الناجم عن موجات صوتية مكثفة في الوسط. يعتبر الطفو أو السباحة الصوتية أمراً ممكناً بفضل التأثيرات اللاخطية لموجات الصوت المكثفة.
تكمن بعض الطرق في رفع الأجسام دون الحاجة لمصدر صوتي مسموع بالأذن البشرية كتلك المبينة في معمل أوتسوكا، بينما الطرق الأخرى تستخدم الصوت المسموع. هناك العديد من الطرق لخلق هذه العملية، بدءً بخلق موجة صوتية تحت الجسم وعكسها مرة أخرى إلى المصدر، إلى طرق البوليمر الصناعي.
تستخدم هذه الخاصية غالباً في عمليات الحاويات الفارغة حيث أصبحت هامة مؤخراً لصغر حجم ومقاومة الرقائق الإلكترونية في الصناعة.
ليس هناك حد لمقدار الجسم المراد رفعه طالما توفر صوت هزاز كاف، لكن أعلى قيم تم رفعها في الوقت الحاضر بواسطة هذه القوة لا تتعدى بضعة كيلوغرامات من المادة. للسباحة الصوتية تطبيقاتها في الصناعة وأبحاث الثقالة المضادة كما في ناسا.

## إنظر أيضا
- طفو

## وصلات خارجية
- McGraw-Hill AccessScience: Acoustic radiation pressure
- A Multi-Transducer Near Field Acoustic Levitation System for Noncontact Transportation of Large-Sized Planar Objects نسخة محفوظة 25 يونيو 2008 على موقع واي باك مشين.
- Honda Electronics: Ultrasonic levitation
- Live Science – Scientists Levitate Small Animals